# 4058-as busz
A 4058-as jelzésű autóbuszvonal Mályinka és Berente között húzódó helyközi vonal, amelyet a Volánbusz Zrt. üzemeltet Kazincbarcika érintésével.

## Útvonala
Mályinka tűzoltószertártól indul. A bükki települést a rajta áthaladó 2513-as mellékúton hagyja el Dédestapolcsány felé, 4 percen belül el is éri a települést. Az italbolt és a Gagarin utcában is megáll, aztán a Lázbérci Tájvédelmi Körzet határának töredékét járja be, míg nem a vonal 9. kilométerén a Lázbérci-víztározó bejárati útjához, a 11. kilométerén Bánhorváti községbe érkezik. Bánfalva után a szomszédos Nagybarca következik, hamarosan a 26-os főútra kanyarodik Miskolc irányába. Ezután Vadna egy szál megállóját érinti, majd Sajóivánka állomási részét is kiszolgálja. A környék legnagyobb városát, Kazincbarcikát a főúton keresztezi, a belvárosba nem tér be. A Szent Flórián teret követően a BorsodChem gyárai mellett halad el, majd nemsokkal később Berente bányagépjavítójánál végállomásozik.
Ellentétes irányban nincs indítása.

## Közlekedése
Mára egyetlen járat (szóló) közlekedik munkanapokon, hajnalban, munkásjárati jellegét megtartva. Útvonala teljesen megegyezik a 4061-es buszéval.
| Viszonylat                                              | Indításszám | Közlekedési rend |
| ------------------------------------------------------- | ----------- | ---------------- |
| Mályinka, tűzoltószertár ➝ Berente, Bányagépjavító üzem | 1 oda       | munkanapokon     |

## Megállóhelyei
| 0  | Mályinka, tűzoltószertár végállomás                 | 0.0 km  | 4059, 4060, 4061, 4153, 4160, 4161, 4194 |
| 1  | Mályinka, emlékmű                                   | 0.7 km  | 4059, 4060, 4061, 4153, 4160, 4161, 4194 |
| 2  | Mályinka, alsó                                      | 1.0 km  | 4059, 4060, 4061, 4153, 4160, 4161, 4194 |
| 3  | Dédestapolcsány, mályinkai elágazás                 | 2.6 km  | 4059, 4060, 4061, 4153, 4154, 4160, 4161, 4194 |
| 4  | Dédestapolcsány, italbolt                           | 3.3 km  | 1054 3408, 4059, 4060, 4061, 4153, 4154, 4160, 4161, 4194 |
| 5  | Dédestapolcsány, élelmiszerbolt                     | 4.0 km  | 3408, 4059, 4060, 4061, 4153, 4154, 4160, 4161, 4194 |
| 6  | Dédestapolcsány, Gagarin utca                       | 4.7 km  | 1054 3408, 4059, 4060, 4061, 4153 |
| 7  | Lázbérci-víztározó bejárati út                      | 8.9 km  | 3408, 4059, 4060, 4061, 4153 |
| 8  | Bánhorváti, híd                                     | 10.7 km | 1054 3408, 4059, 4060, 4061, 4153 |
| 9  | Bánhorváti, autóbusz-váróterem                      | 11.4 km | 1054 3408, 4059, 4060, 4061, 4153 |
| 10 | Bánhorváti, Bánfalva                                | 12.3 km | 3408, 4059, 4060, 4061, 4153 |
| 11 | Nagybarca, BSH telep                                | 13.5 km | 3408, 4059, 4060, 4061, 4153 |
| 12 | Nagybarca, autóbusz-váróterem                       | 14.1 km | 1054 3408, 4059, 4060, 4061, 4153 |
| 13 | Nagybarca, tanbánya                                 | 15.5 km | 3408, 4059, 4060, 4061, 4153 |
| 14 | Sajómenti Vízművek 3/1. telep                       | 16.3 km | 4059, 4060, 4061, 4153 |
| 15 | Vadna, községháza                                   | 17.8 km | 1054, 1369, 1384, 1410, 1411 3408, 3770, 3773, 4057, 4059, 4060, 4061, 4062, 4063, 4065, 4066, 4067, 4153, 4194 személyvonat – Vadna [92.] |
| 16 | Sajókaza vasútállomás bejárati út                   | 19.7 km | 1054, 1369, 1384, 1410, 1411 3408, 3770, 3773, 4057, 4059, 4060, 4061, 4062, 4063, 4065, 4066, 4067, 4069, 4153, 4194 személyvonat – Sajókaza [92.]                                                                                                 |
| 17 | Csukástói tanya                                     | 21.1 km | 3773, 4057, 4059, 4060, 4061, 4062, 4063, 4065, 4066, 4067, 4069, 4153, 4194 |
| 18 | Kazincbarcika, ÉRV II. telep                        | 22.0 km | 1384 3770, 3773, 4057, 4059, 4060, 4061, 4062, 4063, 4065, 4066, 4067, 4069, 4153, 4194 |
| 19 | Kazincbarcika, Attila utca                          | 22.7 km | 4061, 4062, 4063, 4194 |
| 20 | Kazincbarcika, Alkotmány utca                       | 23.8 km | 4061, 4062, 4063, 4194 |
| 21 | Kazincbarcika, Kossuth utca 1.                      | 24.4 km | 4061, 4062, 4063, 4194 |
| 22 | Kazincbarcika, Szent Flórián tér autóbusz-váróterem | 25.5 km | 1054, 1369, 1384, 1410, 1411 3756, 3763, 3764, 3765, 3766, 3767, 3769, 3770, 3772, 3773, 4040, 4041, 4043, 4044, 4045, 4046, 4047, 4048, 4050, 4052, 4059, 4061, 4063, 4065, 4066, 4067, 4069, 4070, 4075, 4079, 4080, 4081, 4082, 4083, 4084, 4194 |
| 23 | Kazincbarcika, Volán-telep                          | 25.9 km | 3756, 3763, 3764, 3765, 3770, 3773, 4045, 4046, 4047, 4048, 4050, 4052, 4061, 4062, 4063, 4067, 4070, 4075, 4081, 4082 |
| 24 | Kazincbarcika, BorsodChem IV. kapu                  | 26.9 km | 1369, 1384 3756, 3763, 3764, 3765, 3770, 3773, 4045, 4046, 4047, 4048, 4050, 4052, 4061, 4062, 4063, 4067, 4070, 4075, 4081, 4082 |
| 25 | Berente, PVC gyár bejárati út                       | 28.4 km | 1369, 1384, 1410, 1411 3756, 3763, 3764, 3765, 3766, 3767, 3769, 3770, 3773, 4045, 4046, 4047, 4048, 4050, 4052, 4061, 4062, 4063, 4067, 4070, 4075, 4081, 4082                                                                                     |
| 26 | Berente, Bányagépjavító üzem végállomás             | 29.6 km | 3756, 3763, 3764, 3765, 3770, 3773, 4045, 4046, 4048, 4049, 4050, 4052, 4061, 4062, 4063, 4067, 4070, 4075, 4081, 4082 |